# Carl Braun
Carl August Braun (Brooklyn, Nueva York, 25 de septiembre de 1927 - Stuart, Florida, 10 de febrero de 2010) fue un jugador y entrenador de baloncesto estadounidense que jugó durante 13 temporadas en la NBA, dos de las cuales haciendo las funciones de jugador-entrenador, con los New York Knicks. Con 1,96 metros de altura, jugaba en la posición de escolta.

## Trayectoria deportiva

### Universidad y béisbol
Jugó durante 4 temporadas con los Raiders de la Universidad de Colgate, tanto a baloncesto como a béisbol. En sus dos primeros años de profesional, compaginó ambos deportes, jugando en los veranos en las Ligas Menores de Béisbol, hasta que se decantó finalmente por el deporte de la canasta.

### Profesional
No fue incluido en el Draft de la BAA de 1947, pero aun así, consiguió fichar por los New York Knicks, equipo en el que pasó doce de sus trece temporadas como profesional. Fue elegido en 5 ocasiones para disputar el All-Star Game. En 4 temporadas quedó entre los 10 mejores anotadores de la liga, y en otras 3 entre los mejores pasadores. En la temporada 1961-62, ya con 34 años, fichó por Boston Celtics, a quienes ayudó a conseguir el anillo de campeones de la NBA, el único de la carrera de Braun.
Se retiró al finalizar esa temporada, tras promediar 13,5 puntos, 3,7 asistencias y 3,4 rebotes por partido.

### Entrenador
En sus dos últimas temporadas con los Knicks, ejerció las funciones de jugador-entrenador, logrando 40 victorias y 87 derrotas.

#### Estadísticas como entrenador
| Equipo          | Año     | Temporada regular | Temporada regular | Temporada regular | Temporada regular   | Playoffs       |
| Equipo          | Año     | PJ                | G                 | P                 | Final               | Resultado      |
| --------------- | ------- | ----------------- | ----------------- | ----------------- | ------------------- | -------------- |
| New York Knicks | 1959-60 | 48                | 19                | 29                | 5º en División Este | No clasificado |
| New York Knicks | 1960-61 | 79                | 21                | 58                | 4º en División Este | No clasificado |

## Estadísticas de su carrera en la NBA

### Temporada regular
| Temporada | Edad | Equipo          | Liga  | Pos. | P   | TIT | MIN  | TC  | TCA  | %TC  | 3P | 3PA | %3P | TL  | TLA | %TL  | R.OF. | R.DEF. | REB | ASIS | ROB | TAP | PER | FP  | PTS  |
| 1947-48   | 20   | New York Knicks | BAA   |      | 47  |     |      | 5.9 | 18.2 | .323 |    |     |     | 2.5 | 3.9 | .650 |       |        |     | 1.3  |     |     |     | 2.2 | 14.3 |
| 1948-49   | 21   | New York Knicks | BAA   |      | 57  |     |      | 5.2 | 15.9 | .330 |    |     |     | 3.7 | 4.9 | .760 |       |        |     | 3.0  |     |     |     | 2.5 | 14.2 |
| 1949-50   | 22   | New York Knicks | NBA   |      | 67  |     |      | 5.6 | 15.3 | .364 |    |     |     | 4.3 | 5.6 | .762 |       |        |     | 3.7  |     |     |     | 2.8 | 15.4 |
| 1952-53   | 25   | New York Knicks | NBA   | SG   | 70  |     | 33.1 | 4.6 | 11.5 | .400 |    |     |     | 4.7 | 5.7 | .825 |       |        | 3.3 | 3.5  |     |     |     | 4.1 | 14.0 |
| 1953-54   | 26   | New York Knicks | NBA   | SG   | 72  |     | 33.0 | 4.9 | 12.3 | .400 |    |     |     | 4.9 | 6.0 | .825 |       |        | 3.4 | 2.9  |     |     |     | 3.6 | 14.8 |
| 1954-55   | 27   | New York Knicks | NBA   | SG   | 71  |     | 34.9 | 5.6 | 14.5 | .388 |    |     |     | 3.9 | 4.8 | .801 |       |        | 4.2 | 3.9  |     |     |     | 2.9 | 15.1 |
| 1955-56   | 28   | New York Knicks | NBA   | SG   | 72  |     | 32.2 | 5.5 | 14.8 | .372 |    |     |     | 4.4 | 5.3 | .838 |       |        | 3.6 | 4.1  |     |     |     | 3.0 | 15.4 |
| 1956-57   | 29   | New York Knicks | NBA   | PG   | 72  |     | 32.6 | 5.3 | 13.8 | .381 |    |     |     | 3.4 | 4.2 | .809 |       |        | 3.6 | 3.6  |     |     |     | 2.7 | 13.9 |
| 1957-58   | 30   | New York Knicks | NBA   | PG   | 71  |     | 34.9 | 6.0 | 14.3 | .418 |    |     |     | 4.5 | 5.3 | .849 |       |        | 4.6 | 5.5  |     |     |     | 2.6 | 16.5 |
| 1958-59   | 31   | New York Knicks | NBA   | PG   | 72  |     | 27.2 | 4.0 | 9.5  | .420 |    |     |     | 2.5 | 3.0 | .826 |       |        | 3.5 | 4.8  |     |     |     | 2.5 | 10.5 |
| 1959-60   | 32   | New York Knicks | NBA   | PG   | 54  |     | 28.0 | 5.3 | 12.2 | .432 |    |     |     | 2.4 | 2.9 | .838 |       |        | 3.1 | 5.0  |     |     |     | 2.4 | 12.9 |
| 1960-61   | 33   | New York Knicks | NBA   | PG   | 15  |     | 14.5 | 2.5 | 5.3  | .468 |    |     |     | 0.7 | 0.9 | .786 |       |        | 2.1 | 3.2  |     |     |     | 1.9 | 5.7  |
| 1961-62   | 34   | Boston Celtics  | NBA   | PG   | 48  |     | 8.6  | 1.6 | 4.3  | .377 |    |     |     | 0.4 | 0.6 | .741 |       |        | 1.0 | 1.5  |     |     |     | 1.0 | 3.7  |
| Total     |      |                 | TOTAL |      | 788 |     | 29.8 | 5.0 | 13.0 | .383 |    |     |     | 3.6 | 4.4 | .804 |       |        | 3.4 | 3.7  |     |     |     | 2.7 | 13.5 |
|           |      |                 | NBA   |      | 684 |     | 29.8 | 4.9 | 12.4 | .395 |    |     |     | 3.6 | 4.4 | .817 |       |        | 3.4 | 3.9  |     |     |     | 2.8 | 13.4 |
|           |      |                 | BAA   |      | 104 |     |      | 5.5 | 16.9 | .327 |    |     |     | 3.2 | 4.4 | .716 |       |        |     | 2.3  |     |     |     | 2.4 | 14.2 |

### Playoffs
| Temporada | Edad | Equipo          | Liga  | Pos. | P  | TIT | MIN  | TC  | TCA  | %TC  | 3P | 3PA | %3P | TL  | TLA  | %TL  | R.OF. | R.DEF. | REB | ASIS | ROB | TAP | PER | FP  | PTS  |
| 1947-48   | 20   | New York Knicks | BAA   |      | 3  |     |      | 4.0 | 13.7 | .293 |    |     |     | 2.0 | 3.3  | .600 |       |        |     | 0.7  |     |     |     | 2.0 | 10.0 |
| 1948-49   | 21   | New York Knicks | BAA   |      | 6  |     |      | 5.5 | 17.0 | .324 |    |     |     | 8.3 | 10.3 | .806 |       |        |     | 3.2  |     |     |     | 3.7 | 19.3 |
| 1949-50   | 22   | New York Knicks | NBA   |      | 5  |     |      | 5.6 | 13.6 | .412 |    |     |     | 5.8 | 7.6  | .763 |       |        |     | 3.8  |     |     |     | 4.2 | 17.0 |
| 1952-53   | 25   | New York Knicks | NBA   | SG   | 11 |     | 34.0 | 4.3 | 13.2 | .324 |    |     |     | 4.9 | 6.1  | .806 |       |        | 4.0 | 2.8  |     |     |     | 4.2 | 13.5 |
| 1953-54   | 26   | New York Knicks | NBA   | SG   | 4  |     | 31.3 | 4.5 | 13.0 | .346 |    |     |     | 8.8 | 10.0 | .875 |       |        | 3.0 | 2.3  |     |     |     | 5.5 | 17.8 |
| 1954-55   | 27   | New York Knicks | NBA   | SG   | 3  |     | 34.3 | 6.0 | 14.7 | .409 |    |     |     | 6.0 | 6.7  | .900 |       |        | 4.7 | 5.3  |     |     |     | 3.7 | 18.0 |
| 1958-59   | 31   | New York Knicks | NBA   | PG   | 2  |     | 31.0 | 6.0 | 16.0 | .375 |    |     |     | 4.0 | 4.5  | .889 |       |        | 2.0 | 5.0  |     |     |     | 2.0 | 16.0 |
| 1961-62   | 34   | Boston Celtics  | NBA   | PG   | 6  |     | 7.0  | 1.8 | 4.7  | .393 |    |     |     | 0.5 | 0.7  | .750 |       |        | 1.2 | 0.3  |     |     |     | 0.5 | 4.2  |
| Total     |      |                 | TOTAL |      | 40 |     | 27.2 | 4.5 | 12.8 | .350 |    |     |     | 5.1 | 6.3  | .812 |       |        | 3.1 | 2.7  |     |     |     | 3.4 | 14.0 |
|           |      |                 | NBA   |      | 31 |     | 27.2 | 4.3 | 11.9 | .363 |    |     |     | 4.7 | 5.7  | .826 |       |        | 3.1 | 2.8  |     |     |     | 3.5 | 13.4 |
|           |      |                 | BAA   |      | 9  |     |      | 5.0 | 15.9 | .315 |    |     |     | 6.2 | 8.0  | .778 |       |        |     | 2.3  |     |     |     | 3.1 | 16.2 |

## Logros y reconocimientos
NBA/ABA
- Campeón de la NBA (1962)
- 5 veces All Star (1953–1957)
- 2 veces en el 2.º mejor quinteto de la NBA/BAA (1948 y 1954)

Honores
- Basketball Hall of Fame (2019)

### Partidos ganados sobre la bocina
|      | con New York Knicks          |
| (PO) | Denota un partido de PlayOff |

| Número | Tiro               | Margen | Resultado | Oponente              | Fecha                   |
| ------ | ------------------ | ------ | --------- | --------------------- | ----------------------- |
| 1      | Tiro en suspensión | Empate | 80-82     | Boston Celtics        | 14 de enero de 1950     |
| 2      | Tiro en suspensión | Empate | 78-80     | St. Louis Bombers     | 8 de marzo de 1950      |
| 3      | Tiro en suspensión | Empate | 65-53     | Baltimore Bullets     | 19 de diciembre de 1953 |
| 4      | Tiro en suspensión | Empate | 82-84     | Philadelphia Warriors | 22 de enero de 1954     |